# Caraimatta cambridgei
Caraimatta cambridgei là một loài nhện trong họ Tetrablemmidae.
Loài này thuộc chi Caraimatta. Caraimatta cambridgei được Bryant miêu tả năm 1940.